# Douglas Mackiernan
Douglas Seymour Mackiernan (Ciudad de México, 25 de abril de 1913-Changtang, 29 de abril de 1950) es un agente estadounidense. Es conocido por ser el primer oficial de la Agencia Central de Inteligencia (CIA) asesinado en el cumplimiento de su deber.

## Biografía

### Primeros años
Nació en la Ciudad de México en 1913, hijo de un padre que había sido ballenero y explorador. Cuando era niño aprendió inglés, español, francés y alemán. Era el mayor de cinco hermanos: Duncan, Angus, Malcolm y Stuart. Más tarde, su familia se mudó a Stoughton, Massachusetts, donde trabajó en el negocio de las estaciones de servicio de su padre, y él y sus hermanos se convirtieron en radioaficionados. MacKiernan era de ascendencia irlandesa.
Pasó un año en el Instituto de Tecnología de Massachusetts para estudiar física en 1932, pero abandonó sus estudios y se convirtió en asistente de investigación en la universidad. Se desempeñó como mayor en el Cuerpo Aéreo del Ejército de los Estados Unidos durante la Segunda Guerra Mundial, primero como oficial de criptoanálisis en 1942 en Washington D. C. y luego como oficial meteorológico en Alaska y, desde noviembre de 1943 hasta el final de la guerra, en Tiwha (ahora Urumqi), la capital de la provincia de Xinjiang (Sinkiang). En febrero de 1947 solicitó al Departamento de Estado un puesto como empleado consular en China; siendo aceptado y posteriormente reclutado y preparado para el trabajo de espionaje.
En 1947, había abandonado la Fuerza Aérea y la CIA lo contrató como oficial paramilitar en la División de Actividades Especiales (rebautizada como Centro de Actividades Especiales en 2016). Como tapadera a ese trabajo, se le asignó el puesto de Vicecónsul del Departamento de Estado estadounidense en su consulado de Ürümqi (Tihwa), en la Segunda República del Turquestán Oriental. Fue enviado a Peitashan durante la batalla de Baitag Bogd el 19 de junio de 1947, para reunirse con las fuerzas chinas Hui, Salar y Kazajistán, que luchaban tanto contra los mongoles exteriores como contra la Unión Soviética.

### Carrera en la CIA
En la CIA, su formación científica se empleó en espionaje y otros tipos de inteligencia sobre la bomba atómica soviética. Hasta 2002, la CIA había clasificado información sobre Mackiernan recopilando inteligencia atómica sobre la primera bomba atómica de la Unión Soviética (probada justo al otro lado de la frontera en el Sitio de pruebas de Semipalátinsk, en Kazajistán). Las actividades de Mackiernan fueron reveladas por primera vez por Thomas Laird, y confirmadas por la CIA en 2008.
En el otoño de 1949, Mackiernan dirigió un grupo de cinco personas fuera de Ürümqi. Primero pasaron tiempo con Osman Batur y sus guerreros kazajos, que lucharon contra los comunistas chinos, que estaban invadiendo la Segunda República del Turquestán Oriental, y luego viajaron al Tíbet a caballo y en camello en ruta hacia India. Mackiernan fue asesinado a tiros por guardias fronterizos tibetanos después de cruzar la región de Changtang del Tíbet. Ante la amenaza inminente de la invasión china, los guardias tibetanos tenían órdenes permanentes en la tensa primavera de 1950 de fusilar a todos los extranjeros que intentaran entrar en el Tíbet. Además, Mackiernan y su grupo iban vestidos como kazajos; los kazajos en China y los tibetanos eran enemigos tradicionales y se atacaban mutuamente a través de la frontera.
Debido a que fue el primer oficial de la CIA que operaba bajo cobertura diplomática como empleado del Departamento de Estado en ser asesinado, la CIA aún no había establecido procedimientos sobre las pensiones. Al final, a su esposa e hijos se les negó la pensión de la CIA. En 1950, el Departamento de Estado concedió a Peggy Mackiernan una pequeña pensión, que era mucho menor de lo que habría sido su pensión si hubiera recibido la pensión de la CIA que le correspondía.

### Misión final de la CIA
El 29 de julio, el Secretario de Estado Dean Acheson ordenó el cierre del consulado de Estados Unidos en Urumqi, Segunda República del Turquestán Oriental o Provincia de Xinjiang, República de China, debido a que los chinos comunistas se estaban expandiendo. A Mackiernan se le ordenó quedarse atrás, oficialmente para destruir los registros y el equipo consular y, de manera encubierta, continuar con las actividades de inteligencia atómica.
El 10 de agosto de 1949, Mackiernan envió un mensaje codificado clasificado a Acheson reconociendo que estaba operando el equipo de detección de explosiones atómicas de largo alcance. A mediados de septiembre, las fuerzas de Chiang habían cambiado de bando sin luchar y las tropas comunistas debían invadir Ürümqi en cualquier momento. Además, los soviéticos acababan de completar su primera prueba atómica en la cercana Kazajistán, el 29 de agosto de 1949. El trabajo de Mackiernan ya estaba terminado. Aunque todavía era posible que Mackiernan hubiera salido de Urumqi en un vuelo regular, Mackiernan y la CIA eligieron un camino diferente: a través del Tíbet hasta la India.
Mackiernan pudo haber temido ser arrestado si hubiera intentado viajar a través de la China comunista, como lo fueron otros cónsules estadounidenses durante ese período. Cualquiera que fuera su motivación, el 25 de septiembre de 1949, envió su último telegrama, afirmando que los funcionarios provinciales habían aceptado la autoridad comunista china y que el ejército comunista estaba a punto de entrar en Urumqi.
Dos días después, Mackiernan y un becario Fulbright, Frank Bessac, salieron por las puertas principales de Ürümqi con su equipo, que incluía ametralladoras, granadas, radios, lingotes de oro, equipos de navegación y suministros de supervivencia. Los guardias comprobaron el pasaporte de Mackiernan y le dejaron pasar. Se reunieron con tres aliados rusos blancos anticomunistas y viajaron para pasar más de un mes con el líder kazajo Osman Bator.
Después de un mes con Osman Bator, el grupo de Mackiernan se embarcó en un difícil viaje a caballo y en camello a través de 1.000 millas del desierto de Taklamakán. Viajó de noche en dirección sur-suroeste hacia el Himalaya. Mackiernan registró cuidadosamente posiciones y puntos de referencia y transmitió por radio su progreso a Washington. A finales de noviembre, el partido alcanzó las 10.000 millas en las "estribaciones" de las montañas Kunlun, donde pasó el invierno con Hussein Taiji de los kazajos.
En marzo, el pequeño grupo atravesó con dificultad las montañas y luego caminó a través de la vasta y deshabitada región de Changtang en la meseta tibetana. Llegó al primer puesto avanzado tibetano el 29 de abril de 1950. Estando ahí Bessac se acercó a hablar con los tibetanos que estaban acampados cerca mientras el resto del grupo instaló tiendas de campaña detrás de una pequeña colina. Bessac escuchó disparos y, corriendo por la colina, vio que Mackiernan y dos compañeros del movimiento blanco, Leonid y Stefan, habían sido asesinados. Por su parte Vasili Zvansov resultó gravemente herido.
Los guardias tibetanos se dieron cuenta de que habían cometido un error sólo cinco días después, cuando se encontraron con un grupo de correos del Dalai Lama con un mensaje de salvoconducto para el grupo. El gobierno estadounidense había retrasado tanto el envío de su solicitud de permiso para el partido Mackiernan que al gobierno tibetano le resultó imposible actuar a tiempo. 
El 11 de junio de 1950, Bessac y Zvansov finalmente llegaron a Lhasa, apenas unas semanas antes del comienzo de la Guerra de Corea. Según Heinrich Harrer, que más tarde se hizo amigo de Bessac en Lhasa, los soldados tibetanos que atacaron la caravana de Mackiernan esperaban saquear sus provisiones, pero luego fueron castigados por su insensibilidad. Esto también fue mencionado en la revista Life, 1950.
La muerte de Mackiernan, como funcionario del Departamento de Estado, fue informada posteriormente por The New York Times el 29 de julio de 1950. Su trabajo como agente de la CIA fue escrito por primera vez en un capítulo de un libro de Ted Gup, en 2001. Sin embargo, no fue hasta 2003 que el periodista Thomas Laird publicó un libro sobre el trabajo de Mackiernan, que revelaba la inteligencia atómica de Mackiernan. Más tarde, en 2006, el empleo de Mackiernan en la CIA fue reconocido por la CIA, cuando su nombre fue revelado en el Libro de Honor de la CIA. Sin embargo, su trabajo como agente y su inteligencia atómica no fueron plenamente reconocidos por la CIA hasta que el entonces director de la CIA, Michael Hayden, describió oficial y públicamente el trabajo de Mackiernan durante un discurso en octubre de 2008.

## Otras fuentes
- Ted Gup, "El libro de honor: las vidas y muertes secretas de los agentes de la CIA" Anchor Books, tapa dura de 2001:ISBN 0-385-49541-2 ,ISBN 978-0-385-49541-7
- Thomas Laird, Into Tibet: El primer espía atómico de la CIA y su expedición secreta a Lhasa, Grove Press 2002, tapa dura:ISBN 0-8021-1714-7, edición de bolsillo de 2003:ISBN 0-8021-3999-X
- Frank B. Bessac; Joan Orielle Bessac Steelquist; Susanne L. Bessac, "Muerte en el Chang Tang; Tíbet, 1950: La educación de un antropólogo", Servicios gráficos y de impresión de la Universidad de Montana 2006 Tapa blanda: 0977341828 / 0-9773418-2-8 (ISBN 9780977341825)
- Heinrich Harrer, "Siete años en el Tíbet", EP Dutton, 1954, tapa dura: ASIN: B0006ATJRY
- James A. Millward, "Encrucijada euroasiática: una historia de Xinjiang", Columbia University Press, 2007, tapa dura:ISBN 0-231-13924-1 ,ISBN 978-0-231-13924-3
- Frank B. Bessac le contó a James Burke "Estos tibetanos mataron a un estadounidense y se quedaron con el último: este fue el peligroso viaje hacia la seguridad" Revista Life, noviembre de 1950.
- Linda Benson e Ingvar Svanberg, "Los kazajos de China: ensayos sobre una minoría étnica", "Osman Batur: la leyenda dorada del kazajo", Upsala University Press, 1988.